# دنغره، ازبکستان
دنغره (به ازبکی: Dangʻara) یک منطقهٔ مسکونی در ازبکستان است که در شهرستان دنغره واقع شده‌است. دنغره ۸٬۸۰۰ نفر جمعیت دارد.